# 边家林遗址
边家林遗址，位于中国甘肃省临夏回族自治州康乐县，为一个全国重点文物保护单位，类型为古遗址。
边家林遗址的历史年代为新石器时代至青铜时代。